# 佐々木竜太
佐々木 竜太（ささき りゅうた、1988年2月7日 - ）は、茨城県鹿嶋市出身のサッカー選手。ポジションはFW。

## 来歴
鹿島アントラーズジュニアユースから鹿島アントラーズユースへは昇格できず、鹿島学園高等学校に進学。高校3年時に高校サッカー選手権で活躍し、1月中旬に鹿島アントラーズからのオファーを得た。
2006年10月25日-12月31日、JAPANサッカーカレッジへ期限付き移籍。
2007年に鹿島へ復帰、4月29日の浦和戦でリーグ戦デビュー。5月26日の甲府戦でプロ初ゴール。
2008年、Jリーグ開幕戦ではファーストタッチでゴールを奪い、AFCチャンピオンズリーグ2008グループリーグ第1節でも途中出場直後のファーストタッチでキーパーの弾いたボールを押し込み、2戦連続の途中出場ファーストタッチゴールを奪った。
2011年2月1日より湘南ベルマーレへ1年間期限付き移籍。J2リーグ戦31試合の出場で3得点を記録した。シーズン終了後、移籍期間満了により鹿島に復帰する。
2012年も鹿島での出場機会は少なく、6月28日付けで栃木SCへ期限付き移籍した。2度目のJ2移籍となったこの期間では公式戦16試合で0得点と結果を残せぬまま移籍期間を満了し、鹿島との契約も満了しクラブを退団した。その後アメリカに渡りMLS・FCダラスのトライアウトを受けるも不合格となり現役を引退した。
2013年、東京都社会人サッカーリーグ2部のHBO東京に所属。なお、2014年にはコーチも兼任する。
2018年、東京ユナイテッドFCへ移籍。
2019年、南葛SCへ完全移籍。2023年の終わりに引退した。

## 所属クラブ
- 1994年 - 1999年 鹿島アントラーズジュニア
- 2000年 - 2002年 鹿島アントラーズジュニアユース
- 2003年 - 2005年 鹿島学園高等学校
- 2006年 - 2012年 鹿島アントラーズ
  - 2006年10月 - 同年12月 JAPANサッカーカレッジ（期限付き移籍）
  - 2011年 湘南ベルマーレ（期限付き移籍）
  - 2012年6月 - 同年12月 栃木SC（期限付き移籍）
- 2013年5月 - 2017年 HBO東京
  - 2014年 - 2017年 HBO東京選手兼コーチ
- 2018年 東京ユナイテッドFC
- 2019年 - 2023年 南葛SC

## 個人成績
| 国内大会個人成績 | 国内大会個人成績 | 国内大会個人成績 | 国内大会個人成績 | 国内大会個人成績                       | 国内大会個人成績 | 国内大会個人成績 | 国内大会個人成績 | 国内大会個人成績 | 国内大会個人成績 | 国内大会個人成績 | 国内大会個人成績 |
| 年度             | クラブ           | 背番号           | リーグ           | リーグ戦                               | リーグ戦         | リーグ杯         | リーグ杯         | オープン杯       | オープン杯       | 期間通算         | 期間通算         |
| 年度             | クラブ           | 背番号           | リーグ           | 出場                                   | 得点             | 出場             | 得点             | 出場             | 得点             | 出場             | 得点             |
| 日本             | 日本             | 日本             | 日本             | リーグ戦                               | リーグ戦         | リーグ杯         | リーグ杯         | 天皇杯           | 天皇杯           | 期間通算         | 期間通算         |
| ---------------- | ---------------- | ---------------- | ---------------- | -------------------------------------- | ---------------- | ---------------- | ---------------- | ---------------- | ---------------- | ---------------- | ---------------- |
| 2006             | 鹿島             | 34               | J1               | 0                                      | 0                | 0                | 0                | -                | -                | 0                | 0                |
| 2006             | JSC              | 14               | 北信越1部        | 0                                      | 0                | -                | -                | 0                | 0                | 0                | 0                |
| 2007             | 鹿島             | 34               | J1               | 8                                      | 1                | 3                | 0                | 0                | 0                | 11               | 1                |
| 2008             | 鹿島             | 17               | J1               | 11                                     | 2                | 0                | 0                | 1                | 0                | 12               | 2                |
| 2009             | 鹿島             | 17               | J1               | 4                                      | 1                | 0                | 0                | 1                | 0                | 5                | 1                |
| 2010             | 鹿島             | 17               | J1               | 17                                     | 0                | 1                | 0                | 3                | 2                | 21               | 2                |
| 2011             | 湘南             | 17               | J2               | 31                                     | 3                | -                | -                | 1                | 0                | 32               | 3                |
| 2012             | 鹿島             | 17               | J1               | 1                                      | 0                | 2                | 0                | -                | -                | 3                | 0                |
| 2012             | 栃木             | 20               | J2               | 15                                     | 0                | -                | -                | 1                | 0                | 16               | 0                |
| 2013             | HBO東京          | 13               | 東京都2部        |                                        |                  | -                | -                | -                | -                |                  |                  |
| 通算             | 日本             | 日本             | J1               | 41                                     | 4                | 6                | 0                | 5                | 2                | 52               | 6                |
| 通算             | 日本             | 日本             | J2               | 46                                     | 3                | -                | -                | 2                | 0                | 48               | 3                |
| 通算             | 日本             | 日本             | 北信越1部        | 0                                      | 0                | -                | -                | 0                | 0                | 0                | 0                |
| 通算             | 日本             | 日本             | 東京都2部        | \|\|\|\|colspan="2"\|-\|\|\|\|\|\|\|\| |                  |                  |                  |                  |                  |                  |                  |
| 総通算           | 総通算           | 総通算           | 総通算           | 87                                     | 7                | 6                | 0                | 7                | 2                | 100              | 9                |

- 上記以外では2006年の全国地域リーグ決勝大会に2試合出場

| 国際大会個人成績 | 国際大会個人成績 | 国際大会個人成績 | 国際大会個人成績 | 国際大会個人成績 |
| 年度             | クラブ           | 背番号           | 出場             | 得点             |
| AFC              | AFC              | AFC              | ACL              | ACL              |
| ---------------- | ---------------- | ---------------- | ---------------- | ---------------- |
| 2008             | 鹿島             | 17               | 6                | 1                |
| 2009             | 鹿島             | 17               | 3                | 0                |
| 2010             | 鹿島             | 17               | 2                | 0                |
| 通算             | AFC              | AFC              | 11               | 1                |

- Jリーグ初出場 - 2007年4月29日 J1 第8節 対浦和レッズ戦（茨城県立カシマサッカースタジアム）
- Jリーグ初得点 - 2007年5月26日 J1 第13節 対ヴァンフォーレ甲府戦（茨城県立カシマサッカースタジアム）